# Ceratosoma lari
Ceratosoma lari är en mångfotingart som beskrevs av Karl Wilhelm Verhoeff. Ceratosoma lari ingår i släktet Ceratosoma och familjen knöldubbelfotingar. Inga underarter finns listade i Catalogue of Life.